# نيكولاس جورجيسك روغين
نيكولاس جورجيسك روغين (بالرومانية: Nicholas Georgescu-Roegen)‏ (ولد في 4 شباط عام 1906- 30 تشرين الأول 1994) خبير رياضيات وإحصاء واقتصاد روماني. اشتهر في الأيام المعاصرة بتحفته قانون الأنتروبية (عام 1971) والعملية الاقتصادية، والتي ناقش فيها فكرة أن كل الموارد الطبيعية تتدهور بشكل لا رجعة فيه حين تُستخدم ضمن نشاط اقتصادي. كأساس للنمط ومُنشِئ للنموذج المتّبع في الاقتصاد، كان عمل جورجيسك روغين جوهريًا في إنشاء علم الاقتصاد الإيكولوجي كتخصص فرعي أكاديمي مستقل في الاقتصاد.
أشاد العديد من علماء الاقتصاد بجورجيسك روغين على أنه الرجل الذي سبق عصره، وأعلن بعض مؤرخو الفكر الاقتصادي عن عبقرية عمله. بالرغم من كل ذلك التقدير، لم يحصل جورجيسك روغين على جائزة نوبل في الاقتصاد، على الرغم من تشكيل المتبرعين الرومانيين حشدًا لطلب الجائزة من أجله. بعد موت جورجيسك روغين، مُدحَ عمله من قبل صديقه مرموق المستوى الباقي على قيد الحياة: عالم الاقتصاد الكينزي الشهير والحائز على جائزة نوبل بول سامويلسون وقد أعلن أنه سيكون مسرورًا إذا ما مُنِحَت الشهرة التي لم يشهدها جورجيسك روغين في حياته كليًا من قبل الأجيال المقبلة بدلًا من ذلك.
في تاريخ الفكر الاقتصادي، كان جورجيسك روغين أول عالم اقتصاد مرموق يقدم تفسيرًا نظريًا لفرضية أن كل ثروات الأرض المعدنية سوف تُستهلك في نهاية الأمر يومًا ما. في تحفته النموذجية، يقول جورجيسك روغين إن أزمة الاقتصاد متجذرة في الواقع المادي؛ وإن الموارد الطبيعية تتدهور بشكل لا رجعة فيه حين تُستَخدم ضمن نشاط اقتصادي؛ وإن الطاقة الاستيعابية لكوكب الأرض ـوالمقصود بهذا، قدرة الأرض على تحمل المجموعات البشرية ومستويات الاستهلاك- من المحتم أن تَقُلّ في وقت ما من المستقبل باعتبار أن مخزون الأرض المحدود من الثروات المعدنية يُستخرج ويُستخدم؛ ونتيجة لذلك، فإن اقتصاد العالم بكامله يتجه نحو انهيار لا يمكن تجنبه في المستقبل، ومؤديًا إلى انقراض البشر في نهاية المطاف. بالنظر إلى التشاؤم الجذري المتأصل في أعماله، المُستنِد إلى المبدأ الفيزيائي للأنتروبية، أُطلِقَ لاحقًا على الموقف النظري لجورجيسك روغين وأتباعه اسم ‘التشاؤم الأنتروبي’.
كان جورجيسك روغين في مطلع حياته تلميذ وربيب جوزيف شمبيتر، والذي علّمَه أن التغير الارتقائي النهائي والتدمير الإبداعي متأصلان في الرأسمالية. لاحقًا في حياته، كان جورجيسك روغان معلمًا ومرشدًا لهيرمان دالي، والذي مضى لاحقًا في إنشاء مفهوم اقتصاد الحالة المستقرة بهدف فرض قيود حكومية دائمة على تدفق الموارد الطبيعية عبر اقتصاد العالم.
بينما جلب تدفق الموارد الطبيعية إلى إعداد النماذج والتحليل الاقتصادي، كان عمل جورجيسك روغين جوهريًا في إنشاء علم الاقتصاد الإيكولوجي كنظام فرعي أكاديمي مستقل في الاقتصاد في ثمانينيات القرن الماضي. بالإضافة لذلك، أقرت حركة تراجع النمو المُشكّلة في فرنسا وإيطاليا في مطلع القرن الحالي أن جورجيسك روغين هو الشخصية الفكرية الأساسية التي أثرت في الحركة. بأخذ كل ما سبق بعين الاعتبار، بحلول عام 2010 علّم وألهم وأثر جورجيسك روغين في ثلاثة أجيال من الناس، من ضمنهم نظراؤه المعاصرون وعلماء الاقتصاد الإيكولوجيين الأصغر سنًا ومنظمو وناشطو تراجع النمو الذين كانوا لا يزالون صغيري العمر وآخرون في جميع أنحاء العالم.
يُعزَى قصور وتقاعس معظم علماء الاقتصاد السائدين عن إدراك أعمال جورجيسك روغين إلى حقيقة أن معظم عمله يبدو فيزياء تطبيقية أكثر من كونه علومًا اقتصادية، كما يُعلَّم ويُفهَم الموضوع المذكور ثانيًا بشكل عام في الوقت الحاضر.
يشوب عمل جورجيسك روغين نوعًا ما أخطاء كثيرة سببها فهمه الضئيل للعلوم الفيزيائية الثرموديناميكية. أثارت تلك الأخطاء بعض الجدل، شارك فيها كل من علماء الفيزياء وعلماء الاقتصاد الإيكولوجي.

## حياته ومسيرته المهنية
امتدت حياة نيكولاس جورجيسك روغين على معظم القرن العشرين، من عام 1906 إلى عام 1994. في بلده الأم رومانيا، عاصر حربان عالميتان وثلاثة أنظمة ديكتاتورية قبل أن يفر من البلاد. شهد عن بعد نهوض وسقوط الاشتراكية في رومانيا، بعيشه في منفى سياسي في الولايات المتحدة طوال النصف الثاني من حياته. قدم العديد من المساهمات المهمة لعلم الاقتصاد التقليدي الجديد في ذلك الوقت قبل أن ينقلب عليها أخيرًا وينشر تحفته النموذجية عن قانون الأنتروبية والعملية الاقتصادية. على الرغم من كون هذا العمل جوهريًا في تأسيس علم الاقتصاد الإيكولوجي كنظام فرعي أكاديمي مستقل في الاقتصاد، مات جورجيسك روغين وهو يشعر بخيبة الأمل والحسرة لأن عمله النموذجي لم يلقَ التقدير الذي توقعه له بينما كان حيًا.

### طفولته وبلوغه وتعليمه
ولد نيكولاي جورجيسك في كونستانتا، رومانيا (عام 1906) في عائلة من أصول بسيطة. كان والده المنحدر من نسب يوناني ضابطًا في الجيش. وأمه المنحدرة من نسب روماني أصيل معلمة خياطة في مدرسة للفتيات. قضى الوالد وقته يعلم ابنه كيف يقرأ ويكتب ويحسب وزرع في ابنه بذرة الفضول الثقافي. علمت الوالدة ابنها قيمة العمل الجاد بكونها مثالًا حيًا عن ذلك. مات الوالد بعد خسارة موقعه في الجيش لأسباب انضباطية حين كان عمر نيكولاي ثماني سنوات فقط.
كانت كوستانتا حينها مرفًأ صغيرًا على البحر الأسود وفيها ما يقارب 25,000 نسمة. صاغ المزيج بين العديد من الحضارات والمجموعات العرقية في البلدة روح نيكولاي العالمية منذ سنواته الأولى. في المدرسة الابتدائية، برع نيكولاي في الرياضيات وتلقى التشجيع من معلمه ليتقدم إلى منحة دراسية في مدرسة ثانوية، ليسيوم ماناستيريا ديالو (ثانوية دير التل) وهي مدرسة تحضيرية عسكرية جديدة في البلدة. ربح نيكولاي منحة دراسية هناك (عام 1916)، ولكن تأخر حضوره بسبب دخول رومانيا في الحرب العالمية الأولى. هربت والدته الأرملة مع عائلتها إلى بوخارست وهي عاصمة البلاد حيث مكثوا مع جدته من جهة أمه أثناء باقي الحرب. عاش نيكولاي تجارب طفولة أليمة عن مآسي الحرب في أوقات الشدة تلك. أراد أن يصبح معلم رياضيات ولكنه بالكاد واكب وظائفه المدرسية.
عاد نيكولاي بعد الحرب إلى بلدته الأم ليقصد الثانوية. كانت المعايير الدراسية عالية، عانى العديد من المدرسين ليصبحوا أساتذة في الجامعة، خضع الاختصاص لنظام صارم، مثل التدريبات البدنية المحاكية للعسكرية وارتداء الأزياء الموحدة. لم يُسمَح للطلاب مغادرة المدرسة ما عدا في الصيف وخلال عيد الميلاد وعيد الفصح. أثبت نيكولاي أنه طالب متفوق خصوصًا في الرياضيات. نسب لاحقًا الفضل للخمس سنوات من التعليم الثانوي الذي تلقاه في الثانوية في تزويده بتعليم استثنائي والذي خدمه جيدًا لاحقًا في حياته، ولكنه أيضًا لام الاختصاص والعزلة الناتجة عن نظام الأديرة في كبح قدراته الاجتماعية، الشيء الذي وضعه في مواقف غريبة مع زملائه ومعارفه خلال حياته.
كان هناك في الثانوية شخص آخر يحمل نفس اسم نيكولاي جورجيسك، ما جعله يقرر أن ينشئ لاحقة باسم عائلته لتجنب الاشتباه، أنشأ اللاحقة من أول وآخر حرف من اسمه الأول، بالإضافة إلى أول أربعة أحرف من اسم عائلته، ووضع كل الأحرف بشكل مقلوب: NicolaE GEROgescu→'Roegen'. أبقى جورجيسك روغين على هذه اللاحقة طوال حياته. لاحقًا في حياته، غير أيضًا اسمه الأول إلى صيغته الفرنسية والإنكليزية 'Nicholas'.
حصل جورجيسك روغين على شهادته الدراسية من الثانوية (عام 1923). قُبل بعد ذلك بفترة قريبة في جامعة بوخارست ليكمل دراسته في الرياضيات ويرجع الفضل في ذلك لمنحة مقدمة للأطفال من العائلات الفقيرة. كان المنهاج الدراسي هناك تقليديًا وكانت طرائق التدريس مشابهة لتلك التي سادت في الثانوية. قابل في الجامعة المرأة التي سوف أصبحت زوجته لاحقًا لباقي حياته، أوتيليا بوسويوك. من أجل أن يعيل نفسه خلال فترة دراسته، أعطى دروسًا خاصة ودرس في مدرسة قواعد خارج المدينة. بعد تخرجه بدرجة امتياز (عام 1926)، أجرى الامتحان الذي يؤهله ليصبح مدرسًا في مدرسة ثانوية ثم قبل وظيفة التدريس لسنة أخرى في ثانويته السابقة في كونستانا.